# 金图什
金图什是葡萄牙贝雅区的一个堂区。总面积139.7平方公里，总人口310人，人口密度2.2人/平方公里。